# اختاپوس (فیلم ۲۰۰۰)
اختاپوس (انگلیسی: Octopus) فیلمی در ژانر ترسناک، اکشن، مهیج، و داستانی است. از بازیگران آن می‌توان به جی هارینگتون و راویل ایسیانوف اشاره کرد.